# نیروگاه هسته‌ای نین توان ۱
نیروگاه هسته‌ای نین توان ۱ (به لاتین: Ninh Thuận 1 Nuclear Power Plant) یک نیروگاه در ویتنام است که در Phước Dinh in Thuận Nam District, Ninh Thuận Province واقع شده‌است.